# Jayden Struble
Jayden Struble (né le 8 septembre 2001 à Cumberland dans l’État du Rhode Island aux États-Unis) est un joueur professionnel américain de hockey sur glace. Il évolue au poste de défenseur pour les Canadiens de Montréal dans la LNH.

## Biographie

### Jeunesse
Né le 8 septembre 2001 à Cumberland dans l’État du Rhode Island aux États-Unis, Jayden Struble est le fils de Tara Slack, née Struble, et d'un père afro-américain qu'il n'a jamais connu. Il est élevé par sa mère blanche ainsi que par son beau-père Eric Slack. Il a deux demi-frères jumeaux, Cameron et Dylan Slack,,.

### Carrière professionnelle
Struble est sélectionné au deuxième tour, au 46e rang par les Canadiens, lors du repêchage d'entrée dans la LNH 2019. Le 15 mars 2023, il se voit accorder un contrat de deux saisons avec l'équipe montréalaise. 
Le 13 novembre 2023, il est suspendu pour trois rencontres par la LAH à la suite de sa participation à une mêlée la veille lors d'une rencontre entre son équipe, le Rocket de Laval, et le Moose du Manitoba. Quelques jours après, il participe à sa première partie avec les Canadiens le 22 novembre 2023 dans un affrontement contre les Ducks d'Anaheim où il obtient 11 minutes et 20 secondes de temps de jeu,. Le 9 décembre 2023, à son 9e match dans la LNH, Jayden Struble marque son premier but en carrière contre les Sabres de Buffalo.

## Statistiques
Pour les significations des abréviations, voir Statistiques du hockey sur glace.

### En club
| Saison     | Équipe                  | Ligue      |     | Saison régulière | Saison régulière | Saison régulière | Saison régulière | Saison régulière |   | Séries éliminatoires | Séries éliminatoires | Séries éliminatoires | Séries éliminatoires | Séries éliminatoires |
| Saison     | Équipe                  | Ligue      | PJ  | B                | A                | Pts              | Pun              | PJ               | B | A                    | Pts                  | Pun                  |                      |                      |
| 2019-2020  | Huskies de Northeastern | HE         | 21  | 3                | 7                | 10               | 36               | -                | - | -                    | -                    | -                    |                      |                      |
| 2020-2021  | Huskies de Northeastern | HE         | 18  | 2                | 10               | 12               | 33               | -                | - | -                    | -                    | -                    |                      |                      |
| 2021-2022  | Huskies de Northeastern | HE         | 34  | 3                | 11               | 14               | 65               | -                | - | -                    | -                    | -                    |                      |                      |
| 2022-2023  | Huskies de Northeastern | HE         | 31  | 1                | 11               | 12               | 56               | -                | - | -                    | -                    | -                    |                      |                      |
| 2022-2023  | Rocket de Laval         | LAH        | 9   | 0                | 1                | 1                | 4                | 2                | 0 | 0                    | 0                    | 0                    |                      |                      |
| 2023-2024  | Rocket de Laval         | LAH        | 13  | 1                | 6                | 7                | 29               | -                | - | -                    | -                    | -                    |                      |                      |
| 2023-2024  | Canadiens de Montréal   | LNH        | 56  | 3                | 7                | 10               | 57               | -                | - | -                    | -                    | -                    |                      |                      |
| 2024-2025  | Canadiens de Montréal   | LNH        | 56  | 2                | 11               | 13               | 52               | 2                | 0 | 0                    | 0                    | 0                    |                      |                      |
| 2024-2025  | Rocket de Laval         | LAH        | 2   | 0                | 0                | 0                | 4                | -                | - | -                    | -                    | -                    |                      |                      |
| Totaux LNH | Totaux LNH              | Totaux LNH | 112 | 5                | 18               | 23               | 109              | 2                | 0 | 0                    | 0                    | 0                    |                      |                      |